# Giorgi Chakvetadze
Giorgi Chakvetadze - em georgiano, გიორგი ჩაკვეტაძე (Tbilisi, 29 de agosto de 1999) é um futebolista georgiano que atua como meia-atacante. Atualmente joga no Watford.

## Carreira
Defendeu as categorias de base do Norchi Dinamoeli entre 2007 e 2010, quando seu desempenho em torneios juvenis chamou a atenção do Dínamo Tbilisi, que o contrataria para os juniores. A estreia como profissional foi em novembro de 2016, entrando no lugar de Otar Kiteishvili na partida contra o Lokomotivi - é o sexto jogador mais jovem a disputar uma partida pelos Jvarosnebi na história.
Em 2017, assinou com o KAA Gent - segundo o presidente do Dínamo, Roman Pipia, o clube da Bélgica era um dos interessados em contratar Chakvetadze; Liverpool, Tottenham, Bayern de Munique, Hoffenheim e Bayer Leverkusen também pretendiam contar com o meia-atacante.
No Gent, seu sobrenome é grafado como Tsjakvetadze.
Em 2019, sofreu uma lesão no joelho que lhe tirou dos gramados de 23 de fevereiro até o inicio de dezembro daquele ano, ficando de fora do resto dos jogos da Liga das Nações e dos campeonatos de clubes. Somando esta e outras duas lesões menores de 2018 e de 2020, o jovem georgiano ficou sem jogar profissionalmente por 307 dias. Sendo que trezentos foram de 2019 para cá, o que reduziu drasticamente seus minutos em campo, e consequentemente, seu nível de atuação, diminuindo seu valor de mercado e o interesse de outros clubes pelo jovem.

## Competições disputadas
| Competição                      | J  | G  | A  | CA | Tempo  |
| ------------------------------- | -- | -- | -- | -- | ------ |
| Campeonato Georgio              | 24 | 05 | 09 | 01 | 1.563' |
| UEFA Youth League               | 02 | 01 | –  | 02 | 180'   |
| Campeonato Gergio (bis 2016-17) | 02 | –  | –  | 01 | 34'    |
| Total 2016/17                   | 28 | 06 | 09 | 05 | 1.777' |

| Competição         | J  | G   | A  | CA   | Tempo |
| ------------------ | -- | --- | -- | ---- | ----- |
| Jupiler Pro League | 10 | 01  | 01 | 01   | 312'  |
| JPL Playoff I      | 09 | --- | 01 | 02   | 281'  |
| Taça da Geógria    | 02 | --- | 02 | ---- | 154'  |
| Total 2017-18      | 21 | 01  | 04 | 03   | 747'  |

| Competição               | J  | G   | A   | CA   | Tempo  |
| ------------------------ | -- | --- | --- | ---- | ------ |
| Jupiler Pro League       | 20 | 04  | 03  | 01   | 1.690' |
| Qualificação Euro League | 04 | --- | --- | ---- | 334'   |
| Beker van Belgie         | 04 | 01  | 05  | ---- | 336'   |
| JPL Playoff I            | 03 | 01  | 01  | ---- | 119'   |
| Total 2018-19            | 31 | 06  | 09  | 01   | 2.479' |

| Competição         | J  | G | A  | CA | Tempo |
| ------------------ | -- | - | -- | -- | ----- |
| Jupiler Pro League | 09 | – | 02 | –  | 268'  |
| Europa League      | 03 | – | –  | –  | 57'   |
| Total 2019-20      | 12 | – | 02 | –  | 325'  |

| Competição                    | J  | G | A  | CA | Tempo |
| ----------------------------- | -- | - | -- | -- | ----- |
| Jupiler Pro League            | 03 | – | –  | 01 | 268'  |
| Qualificação Champions League | 01 | – | 01 | –  | 57'   |
| Total 2020-21                 | 04 | – | 01 | 01 | 325'  |

## Seleção Georgiana
Pela Seleção Georgiana, Chakvetadze (que também defendeu as equipes de base) estreou com um gol na vitória por 4 a 0 sobre a Lituânia em amistoso realizado em março de 2018. Desde então, entrou em campo 8 vezes e fez 9 gols (4 na Liga das Nações da UEFA D de 2018-19). Ele também foi o primeiro a marcar um gol na Liga das Nações da UEFA D de 2018-19. Ainda não perdeu defendendo a camisa de sua seleção.
| Partidas na Liga D Liga das Nações da UEFA 2018-19 | Partidas na Liga D Liga das Nações da UEFA 2018-19 | Partidas na Liga D Liga das Nações da UEFA 2018-19 | Partidas na Liga D Liga das Nações da UEFA 2018-19 | Partidas na Liga D Liga das Nações da UEFA 2018-19 | Partidas na Liga D Liga das Nações da UEFA 2018-19 | Partidas na Liga D Liga das Nações da UEFA 2018-19 |
| Contra                                             | Lugar                                              | Res                                                | Posição                                            | G                                                  | A                                                  | Tempo                                              |
| -------------------------------------------------- | -------------------------------------------------- | -------------------------------------------------- | -------------------------------------------------- | -------------------------------------------------- | -------------------------------------------------- | -------------------------------------------------- |
| Cazaquistão                                        | Fora                                               | 0:2                                                | Ponta Esquerda                                     | 01                                                 |                                                    | 75'                                                |
| Letônia                                            | Casa                                               | 1:0                                                | Ponta Esquerda                                     |                                                    | 01                                                 | 86'                                                |
| Andorra                                            | Casa                                               | 3:0                                                | Ponta Direita                                      |                                                    |                                                    | 90'                                                |
| Letônia                                            | Fora                                               | 0:3                                                | Ponta Esquerda                                     | 01                                                 | 01                                                 | 89'                                                |
| Andorra                                            | Fora                                               | 1:1                                                | Ponta Esquerda                                     | 01                                                 |                                                    | 90'                                                |
| Cazaquistão                                        | Casa                                               | 2:1                                                | Ponta Esquerda                                     | 01                                                 | 01                                                 | 90'                                                |
| Total                                              | Total                                              | Total                                              | Total                                              | 04                                                 | 03                                                 | 520'                                               |

| Partidas na Liga C Liga das Nações da UEFA 2020-21 | Partidas na Liga C Liga das Nações da UEFA 2020-21 | Partidas na Liga C Liga das Nações da UEFA 2020-21 | Partidas na Liga C Liga das Nações da UEFA 2020-21 | Partidas na Liga C Liga das Nações da UEFA 2020-21 | Partidas na Liga C Liga das Nações da UEFA 2020-21 | Partidas na Liga C Liga das Nações da UEFA 2020-21 |
| Contra                                             | Lugar                                              | Res                                                | Posição                                            | G                                                  | A                                                  | Tempo                                              |
| -------------------------------------------------- | -------------------------------------------------- | -------------------------------------------------- | -------------------------------------------------- | -------------------------------------------------- | -------------------------------------------------- | -------------------------------------------------- |
| Estónia                                            | Fora                                               | 0:1                                                | Médio Ofensivo                                     | –                                                  | –                                                  | 78'                                                |
| Macedônia do Norte                                 | Casa                                               | 1:1                                                | Ponta Esquerda                                     | –                                                  | –                                                  | 28'                                                |
| Total                                              | Total                                              | Total                                              | Total                                              | –                                                  | –                                                  | 106'                                               |